# Hernan Márquez
Hernan Márquez est un boxeur mexicain né le 4 septembre 1988 à Empalme dans l'état de Sonora.

## Carrière
Professionnel dès 2005 alors qu'il n'a que 17 ans, il remporte le titre de champion du monde des poids mouches WBA le 2 avril 2011 après sa victoire par arrêt de l'arbitre à la 11e reprise contre le panaméen Luis Concepcion. Márquez conserve son titre en battant le 2 juillet 2011 Edrin Dapudong par KO au 3e round puis à nouveau Concepcion dès le premier round le 29 octobre suivant. Il est en revanche battu par Brian Viloria le 17 novembre 2012 au 10e round lors d'un combat de réunification des ceintures WBA & WBO et contre Juan Francisco Estrada le 26 septembre 2015.